# 軍功十字勳章
軍功十字勳章，簡寫「MC」，是英國一款三等軍事勳章，以往只適用於軍官職級的人員，但自1993年起擴充至適用於英國三軍所有職級軍員。在昔日，此勳章也可頒授予英聯邦國家的軍官。
軍功十字勳章專門嘉許「三軍之中任何軍階人員，在陸上與敵軍交戰時表現英勇者」。 在1979年，英女皇伊利沙伯二世批准一系列勳章和嘉獎可透過身後頒授的形式頒發，軍功十字勳章是其中之一。

## 歷史
軍功十字勳章設立於1914年12月28日，起初只授予實任陸軍上尉或以下職級、以及屬於准尉的委任級人員（commissioned officer）。在1931年起，此勳章亦可授予陸軍少校和在陸上立功的皇家空軍人員。
英政府在1993年對授勳及嘉獎制度展開檢討，為改變以往按軍中等級頒授勳章的做法，原本同屬三等勳章、專門授與員佐級（Other Ranks）的軍功獎章（Military Medal）被廢除，相反，軍功十字勳章雖維持其三等勳章地位，但卻改為可授予三軍之中在陸上表現英勇的任何職級人員。
對於一眾獲授軍功十字勳章的人士之中，出類拔萃者的勳章絲帶上，會再加上一條橫條，以資識別。任何獲授軍功十字勳章者，均可在姓名後加上代表勳章的「MC」字眼。

## 勳章式樣
- 勳章總高度為46毫米，總闊度為44毫米。
- 勳章本身為銀色直身十字架，十字架四方盡頭的外沿較闊，並分別鑄上帝國皇冠圖案各一枚。十字架內有一個比例較小的十字架圖案，以浮凸方式呈現，這個小十架外表平滑，置中於大十字架的正面，四方盡頭剛好伸展至各個帝國皇冠的下方。在勳章正面正中位置，亦鑄上皇家記號（Royal Cypher）。以英女皇伊利沙伯二世在位期間頒授的勳章為例，皇家記號的式樣是。
- 勳章背面本為平滑，但由1938年起會在勳章刻上獲勳者姓名、以及獲勳年份。
- 勳章繫有闊32毫米的絲帶，絲帶由左至右垂直間成白色、紫色和白色三種闊度相同的顏色。絲帶以雲紋綢式樣編織。

## 著名獲勳人士
- 在第一次世界大戰期間，隸屬於皇家野外炮隊的署理陸軍上尉法蘭西斯·維托克·沃靈頓（Francis Victor Wallington）成為首位獲得軍功十字勳章連三條橫條的人士。他在1918年7月10日獲得第三條橫條（有關嘉獎在1918年9月13日刊憲），至於勳章和首兩條橫條則早在任職陸軍少尉時獲得。[5][6] 除他以外，亦曾有三人在一戰期間透過軍功十字勳章獲得三條橫條，三人分別是波西·賓德利 (Percy Bentley) 、漢弗萊·亞瑟·吉爾克斯（Humphrey Arthur Gilkes）和查爾斯·戈登·蒂姆斯（Charles Gordon Timms），三人獲授第三條橫條的消息在1919年1月31日在《倫敦憲報》副刊上公佈。[5][7]

- 在第二次世界大戰期間，隸屬於印度陸軍的陸軍上尉山姆·馬內克肖（Sam Manekshaw），在緬甸參與一場向入侵日軍反擊的行動中，被機關槍射中，腹部嚴重受傷。馬內克肖的英勇行為被陸軍少將D·T·科恩（D. T. Cowan）當場目睹，他擔心重傷的馬內克肖重傷斃命後不能被追授軍功十字勳章，於是將自己身上的勳章除下，並即場頒授予馬內克肖。馬內克肖沒有因傷死去，事後康復的他獲憲報確認獲授勳章。[8]

- 首位在身後獲追頒軍功十字勳章的人士，是隸屬於擲彈兵衛隊（Grenadier Guards）的陸軍上尉赫伯特·維斯馬科特（Herbert Westmacott，編號491354）。他在1980年2月1日至4月30日在北愛爾蘭憑英勇表現獲追授勳章。[9]

- 首位獲勳軍功十字勳章的女性是隸屬於皇家陸軍醫療部隊的二等兵美雪·諾利斯（Michelle Norris）。諾利斯獲勳時正被派駐到伊拉克隨威爾斯王妃皇家軍團服役。她在2006年6月11日在伊拉克因傑出表現獲勳，隨後由英女皇伊利沙伯二世在2007年3月21日親自頒授勳章。[10][11][12]
- 在阿富汗任職醫療助理的一級水手凱特·内斯比特（Kate Nesbitt），是歷來第二位獲授軍功十字勳章的女性，也是皇家海軍首位獲勳女性。她在2009年3月憑藉在阿富汗的英勇表現獲勳。[13][14][15]

## 注腳
1. ↑  UK Defence FactSheet 的存檔，存档日期2007-09-27., accessed 28 June 2007.
2. ↑  . 倫敦憲報 (Supplement). 17 October 2002: 11146.
3. ↑  Abott, P E and Tamplin, J M A; British Gallantry Awards, 1981, Nimrod Dix and Co, ISBN 0-902633-74-0, p. xx.
4. ↑  . Ministry of Defence.   [30 April 2009]. （原始内容存档于2009-11-27）.
5. 1 2  For Conspicuous Gallantry... Winners of the Military Cross and Bar during the Great War.  Volume 1—Two Bars and Three Bars （页面存档备份，存于）, Scott Addington, Troubador Publishing Ltd, 2006, pp. 343–352.
6. ↑  . 倫敦憲報 (Supplement). 13 September 1918: 10877  [2008-03-17].
7. ↑  . 倫敦憲報 (Supplement). 31 January 1919: 1617  [2008-03-17].
8. ↑  Compton McKenzie (1951), Eastern Epic, Chatto & Windus, London, pp. 440-1.
9. ↑  . 倫敦憲報 (Supplement). 20 October 1980: 14608.
10. ↑  . 倫敦憲報 (Supplement). 15 December 2006: 17359  [2007-11-11].
11. ↑  Wilkes, David. . Daily Mail (Associated Newspapers). 2006-08-10  [2007-03-22]. ISSN 0307-7578. （原始内容存档于2007-09-29）.
12. ↑  Glendinning, Lee. . The Guardian (Guardian Media Group). 2007-03-22: 8  [2007-03-22]. ISSN 0261-3077. （原始内容存档于2021-02-20）.
13. ↑  London Gazette: (Supplement) no. 59182 （页面存档备份，存于）, p. 15640, 11 September 2009. Retrieved 18 January 2010.
14. ↑  Evans, Michael. . The Times (London: Times Newspapers). 11 September 2009  [18 January 2010]. （原始内容存档于2009-12-18）.
15. ↑  . Daily Telegraph (London: Telegraph Media Group). 27 November 2009  [18 January 2010]. （原始内容存档于2009-12-18）.

## 外部連結
- Database of Australian Awardees*Search recommendations for the Military Cross on The UK National Archives （页面存档备份，存于）
- . （原始内容存档于2008-09-07）.
- Notes on numbers awarded （页面存档备份，存于）